# نهر يابوس
يرتفع نهر يابوس (أو خور يابوس) في أقصى غرب إثيوبيا، في منطقة أسوسا، ويتدفق غربًا إلى السودان بعد بلدة يابوس، ثم يدخل جنوب السودان. في بلدة بونج، يتحول إلى الجنوب الغربي ويدخل مسار مارشيس، حيث يفقد هويته.
يتم الخلط أحيانًا بين نهر يابوس ونهر دابوس، أحد روافد النيل الأزرق، والمعروف أيضًا باسم نهر يابوس. مصادر النهرين قريبة من بعضهما البعض.